# Међународни рачуноводствени стандард 12
МРС 12 - Порези из добитка
Овај стандард прописује рачуноводствени третман пореза из добитка тј. рачуноводствено обухватање текућих и будућих пореских последица. Овим стандардом се захтева да предузеће рачуноводствено обухвата пореске последице пословних промена и других догађаја на исти начин на који обухвата и саме пословне промене и друге догађаје. За пословне промене и друге догађаје признате у билансу успјеха признају се и сви односни порески учинци. У овом стандарду се такође разматра и признавање одложених пореских средстава која произилазе из неискоришћених пореских одбитака или неискоришћених пореских добитака, затим приказивање пореза из добитка у финансијским извештајима и обелодањивање информација које се односе на порезе из добитка. За пословне промене и друге промене које су признате непосредно у оквиру сопственог капитала, сви односни порески учинци такође се непосредно признају у оквиру сопственог капитала. Пореска средства и пореске обавезе се приказују одвојено од других средстава и обавеза у билансу стања. Одложена пореска средства и обавезе се јасно раздвајају од текућих пореских средстава и обавеза.